# Museo Pedagógico de Zamora
Museo Pedagógico de Zamora, presenta un recorrido por las aulas educativas desde finales del siglo XIX y del siglo XX, muestra el legado, el patrimonio histórico educativo, la docencia y la investigación en la historia de la educación. Ubicado en el rehabilitado edificio modernista de los laboratorios municipales de Zamora de Francesc Ferriol.

## Historia
El profesor titular de la Escuela Universitaria de Magisterio en Zamora Bienvenido Martín Fraile fue el director e ideólogo del museo, empezó en 2003 a desarrollar la idea del museo, primeramente con el objetivo de complementar sus clases y proporcionar un conocimiento de la historia de la educación, y, posteriormente, con el fin de recordar y enseñar a toda la sociedad de dónde venimos.
El Centro Museo Pedagógico fue creado en 2010 como centro propio de la Universidad de Salamanca dando comienzo a una etapa de colaboración entre el Ayuntamiento de Zamora y la Universidad de Salamanca (USAL).
La puesta en marcha del museo se inició en 2019,  firmándose en el 2021 el convenio entre Ayuntamiento y CEPUME para poder hacer realidad este Centro Museo Pedagógico en Zamora.
En marzo de 2025 el museo fue inaugurado por el alcalde de Zamora, Francisco Guarido y representantes políticos y sociales de la localidad y la provincia, junto con la vicerrectora de Cultura, Patrimonio, Sostenibilidad y Desarrollo del Campus de la USAL, Matilde Olarte y el director del Centro Museo Pedagógico (CEPUME), Bienvenido Martín Fraile.
En palabras del propio Bienvenido Marín Fraile, el museo desea ser “un espacio de diálogo y de debate sobre el papel de la educación en la sociedad”.
El museo se ubica en el edificio modernista de los antiguos laboratorios municipales de Zamora del arquitecto Francesc Ferriol, inmueble modernista de 230 metros cuadrados, con 800 metros de patio, ubicado en el entorno del Castillo, en los Jardines del Castillo de Zamora (plaza de la Catedral).

## Objetivos
Los objetivos marcados por el museo son fundamentalmente el estudio del legado y patrimonio histórico educativo, su recuperación y conservación, así como la docencia y la investigación en la historia de la educación. Para ello se realizan diferentes actividades que desarrollan el contenido teórico del museo, como:
- Estudio de la cultura escolar y la huella educativa de generaciones pasadas
- Investigación de los materiales escolares, la cultura escolar escrita y la historia oral de docentes y alumnado
- Difusión de la memoria histórica educativa, tanto en el ámbito académico del Magisterio y la Pedagogía como hacia el público en general, a través de congresos, jornadas, publicaciones y exposiciones.

## Colección
Comprende una amplia y rigurosa selección de materiales escolares de finales del siglo XIX y del XX.
La colección se ha formado con objetos procedentes de la Escuela de Magisterio de Zamora y de la recuperación y recopilación de útiles y objetos de toda la provincia de Zamora y resto de España, realizando visitas a rastros, tiendas de antigüedades, pueblos, escuelas abandonadas y cerradas, colegios con vida... un trabajo de toda una vida para ir sumando objetos y material escolar que lograran formar los cinco grandes momentos de la Educación, como relata el profesor Bienvenido Martín. 

## Exposición
El museo está configurado por cinco espacios expositivos donde se reflejan diferentes modelos de escuela pública y dieciséis vitrinas con objetos y útiles de la enseñanza de las distintas épocas que abarca (siendo el más antiguo un cuaderno escolar de 1898), que permite recordar y mostrar los elementos que tenían para en su educación las escuelas, el material escolar del que disponían, a la vez que pone de manifiesto la evolución de la educación en la escuela pública española.  
Son cinco las épocas que se diferencian y representan en el museo: desde la Ley Moyano de 1857 hasta el inicio de la Segunda República, la escuela de la Segunda República, el periodo franquista, la transición y la escuela de la democracia.
Exposición permanente con:  
- Recreaciones de aulas de las diferentes etapas históricas.

- Mobiliario -pupitres, armarios, tarimas-, el utillaje –cabases, calentadores, braseros-, el material didáctico –pizarras y pizarrines, tinteros y plumas, reglas, ábacos, láminas de ciencias, mapas y esferas terrestres-.

- Material ideológico: retratos políticos, imágenes religiosas…
- Cultura escrita: manuales escolares, revistas educativas, tebeos, documentos, cuadernos y colecciones legislativas o expedientes de profesoras y profesores, oficios de la Inspección de Primera Enseñanza, títulos oficiales, etc.
- Imágenes: Cartelería, fotografías individuales, grupales, de edificios escolares, etc.